# Minexfor
Minexfor Deva este o companie producătoare de apă minerală și de prospecțiuni geologice din România.
În anul 2007, principalii acționari ai Minexfor erau Concereal din Sibiu, cu 32,87% acțiuni și omul de afaceri Cătălin Chelu, cu o deținere de peste 29% din titluri.
Titlurile companiei sunt cotate pe piața Rasdaq, sub simbolul MINX.
Compania produce apa minerală Miracol . care începând cu data de 01.08.2014 se găsește pe piață sub denumirea de Perla Apusenilor
În august 2010, Minexfor a descoperit un zăcământ de cărbune brun în localitatea Târnava de Criș, la circa 20 de kilometri de orașul Brad, având un potențial de exploatare de aproximativ 500.000 de tone.
Număr de angajați în 2010: 40
Cifra de afaceri în 2009: 2,2 milioane lei